# 侯忠生
侯忠生（1962年9月26日—），男，黑龙江哈尔滨人，中国自动化专家，青岛大学自动化学院教授。主要从事数据驱动控制、学习与优化等领域的研究工作。

## 生平
1983年毕业于吉林工业大学获学士学位。1988年在吉林工业大学获硕士学位。1994年在东北大学获博士学位。1997年在哈尔滨工业大学航天学院从事博士后研究。1997年入职北方交通大学交通运输学院，历任副教授、教授、博士生导师。2002年至2003年，在美国耶鲁大学系统科学中心担任访问学者。2003年入职北京交通大学电子信息工程学院自控系。2018年12月入职青岛大学自动化学院。2019年12月当选IEEE Fellow。

## 出版物
- 侯忠生著 非参数模型及其自适应控制理论，科学出版社，1999
- 侯忠生 金尚泰著，无模型自适应控制—理论与应用，科学出版社，2013